# Милан Никитовић
Милан Никитовић (Чачак, 12. децембар 1984) српски је позоришни, филмски, гласовни и ТВ глумац. Познат је по улогама у филмовима Монтевидео, Бог те видео! из 2010. године, Монтевидео, Бог те видео! из 2012. године и Јужни ветар из 2018. године.

## Биографија
Рођен је у Чачку 12. децембра 1984. године. Дипломирао је глуму на Академији уметности у Новом Саду у класи професора Бориса Исаковића. Играо је једног од фудбалера, Банета Секулића у филмовима Монтевидео, Бог те видео! и Монтевидео, видимо се!, те у ТВ серији Монтевидео, Бог те видео!. Остварио је више позоришних улога у Атељеу 212, Позоришту "Славија", Позориштанцу Пуж и другим продукцијама. Позајмио је глас у више анимираних остварења у Продукцији "Ливада".

## Улоге у позоришту
- Анита Панић, Последња песма - Јован Дучић (Младић Јован), режија Марко Мисирача, Позориште "Модерна гаража", Београд и Удружење драмских умјетника Српске, Бањалука, 20. септембар 2013.
- Душан Ковачевић, Свети Георгије убива аждаху (Баћа), режија обновљене представе (у режији Љубомира Драшкића) Бранимир Брстина, Позориште Атеље 212, Београд, 5. октобар 2013.
- Нил Лабјут, Нови Завет и Дар-мар (Глумац), режија Марко Мисирача, Позориште Атеље 212, Београд, 9. април 2015.
- Бранислав Нушић, Прва парница (Поручник Перишић), режија Марко Мисирача, Позориште "Славија", Београд, 7. новембар 2015.
- Томас Бернхард, Театармахер (Театармахеров син), режија Марко Мисирача, Tihomir Stanić Production, Београд и Удружење драмских уметника Србије, Београд (Ресторан "Златни бокал", Скадарлија), 12. април 2016.
- Бранислав Милићевић, Алекса у земљи чуда (Алекса), режија обновљене представе (у режији Слободанке Алексић) Бранислав Милићевић, Позориштанце "Пуж", Београд, 8. новембар 2019.
- Бранислав Милићевић и Момчило Ковачевић, Црвенкапа (Ловац), режија Слободанка Алексић, Позориштанце "Пуж", Београд, 23. мај 1994 (ускакање од сезоне 2019/20)
- Бранислав Милићевић, Чаробна фрула (Жарко), режија Саша Латиновић, Позориштанце "Пуж", Београд, 2. октобар 2020.
- Мирослав Бенка, Тесла - светлопис у времену (Никола Тесла), режија Мирослав Бенка, Позориште "Театријум", Београд и Удружење драмских уметника Србије, Београд, 13. јул 2022.